# St. Petersburg (kadrilj)
St. Petersburg (Quadrille nach russischen Motiven), op. 255, är en kadrilj av Johann Strauss den yngre. Den spelades första gången den 26 maj 1861 i Pavlovsk i Ryssland.

## Historia
När Johann Strauss inledde sin femte konsertsäsong i Ryssland 1861 behövde han inte uppträda vid en publik konsert i Vauxhall Pavilion som tidigare, utan fick äran att spela vid en soaré i det närbelägna palatset tillhörande storfursten Konstantin Nikolajevitj. Bland gästerna återfanns tsar Alexander II, tsaritsan Maria Alexandrovna och tronarvingen Alexander. Vid konserten den 26 maj framförde Strauss även flera stycken av andra kompositörer såsom Richard Wagner, Gioachino Rossini, Franz Schubert och Michail Glinka. Hans eget bidrag var den nya kadriljen Hommage St. Petersbourgh som byggde på populära ryska melodier. I juni skrev han till sin förläggare Carl Haslinger i Wien: "I morgon sänder jag dig... kadriljen över ryska teman, som du kan döpa till vad du vill om du inte gillar titeln 'Hommage St. Petersbourgh' som den kallas här". I Ryssland publicerades verket som "Hommage St. Petersbourgh, Quadrille sur des airs russes favoris" men i Wien valde Haslinger att döpa om verket till St. Petersburg, Quadrille nach russischen Motiven. Verket var mycket populärt i Ryssland och fick sin premiär i Wien den 5 januari 1862 i Dianabad-Saal.
I verkförteckningen över Johann Strauss den yngre har opusnumret 255 getts till två verk. Genom ett misstag av Haslinger återfinns även verket Romanze Nr. 2 under detta opusnummer.

## Om kadriljen
Speltiden är ca 4 minuter och 56 sekunder plus minus några sekunder beroende på dirigentens musikaliska tolkning.

## Weblänkar
- St. Petersburg-Quadrille i Naxos-utgåvan.